# Bulgaarse Unie van het Banaat
De Bulgaarse Unie van het Banaat - Roemenië (Roemeens: Uniunea Bulgara din Banat - România) of UBB is een Roemeense politieke partij die de Bulgaarse minderheid vertegenwoordigt. Dankzij het Roemeense kiessysteem is de partij verzekerd van ten minste één zetel in de Kamer van Afgevaardigden, aangezien de kiesdrempel niet geldt voor minderheden. Lijsttrekker van de partij is Petronela-Mihaela Csokany.